# 威廉·法雷尔
威廉·法雷尔（William Farel， 1489年—1565年9月13日）法国新教加爾文主義改革家，在纳沙泰尔、日内瓦、伯尔尼、沃州建立归正宗教会。1536年说服约翰·加尔文留在日内瓦，并促使新教传播至法国。

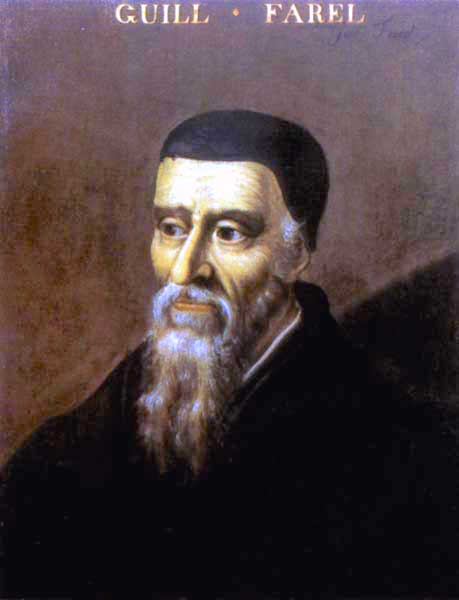
威廉·法雷尔